# Сеймур, Майкл, 1-й баронет
Майкл Сеймур, 1-й баронет (англ. Sir Michael Seymour, 1st Baronet; 18 ноября 1768, графство Лимерик, Ирландия — 9 июля 1834, Рио-де-Жанейро) — британский контр-адмирал

## Биография
Майкл Сеймур был вторым сыном преподобного Джона Сеймура и его супруги Гризельды. В возрасте двенадцати лет он поступил в чине мичмана на шлюп HMS Merlin под командованием капитана Джеймса Латрелла (англ.  James Luttrell). В 1781 году вместе с Латреллом он был переведен на корабль HMS Portland, под флагом главнокомандующего на Ньюфаундленде контр-адмирала Ричарда Эдвардса (англ. Richard Edwards). В 1782 году, после замены Эдвардса вице-адмиралом Джоном Кэмпбеллом (англ. John Campbell), Латрелл вместе с Сеймуром были переведены на 40-пушечный двухдечный корабль HMS Mediator, на котором Сеймур вернулся на родину и крейсировал у берегов Франции.
12 декабря 1782 года Mediator преследовал американо-французскую эскадру из пяти фрегатов и приватиров в Бискайском заливе недалеко от Ферроля. Французские фрегаты выстроились в линию и решили оказать отпор британскому кораблю, однако капитан Латрелл отважно атаковал противника и захватил американский 24-пушечный фрегат Alexander. Остальные фрегаты бежали и Mediator преследовал их и захватил 34-пушечный фрегат Menagere. Возвращаясь в Англию с захваченными призами, Латреллу удалось бескровно подавить попытку трехсот сорока французских пленных освободиться и вернуть свои корабли.
В 1783 году Майкл Сеймур был переведен на 74-пушечный корабль HMS Ganges. В 1790 году Сеймур по экзамену был произведен в чин лейтенанта и переведен на 74-пушечный корабль HMS Magnificent. На следующий год Magnificent был выведен в резерв, и Сеймур был вынужден находиться на берегу на половинном жаловании.
В 1793 году, в связи с началом Революционных войн, Майкл Сеймур вернулся на действительную службу и был назначен на корабль HMS Marlborough под командованием капитана Джорджа Кренфилда Беркли. В следующем году, на борту Marlborough Сеймур участвовал в сражении Славное первое июня. Marlborough сражался с несколькими французскими кораблями и получил тяжелые повреждения. Во время сражения Майклу Сеймуру оторвало левую руку.
За отличие в сражении Майкл Сеймур был произведен в чин коммандера, и в 1796 году, оправившись от ран, Сеймур получил в командование 14-пушечный шлюп HMS Spitfire, на котором несколько следующих лет крейсировал в Ла-Манше и у берегов Франции.
2 апреля 1797 года около Эддистона Spitfire захватил 6-пушечный приватир Bon Ami, 1 мая крейсируя в Ла-Манше захватил бриг Aimable Manette, а в следующем месяце — 6-пушечный приватир Trompeuse. 15 сентября того же года недалеко от мыса Лизард добычей британского шлюпа стал 3-пушечный приватир Incroyable.
27 декабря 1798 года HMS Spitfire удалось отбить английское судно Sybil из Дартмута, захваченное французским приватиром Vigilant, а спустя несколько недель в Бискайском заливе захватить французское 14-пушечное торговое судно.
31 марта 1799 года британскому шлюпу удалось захватить 14-пушечный приватир Résolue из Сен-Мало, а 14 июля его добычей стал люгер Trois compères с грузом алкоголя.
11 ноября 1800 года Майкл Сеймур был произведен в чин капитана и был назначен командиром корабля HMS Fisgard в эскадре Канала под командованием адмирала Уильяма Корнуоллиса. В связи с заключением Амьенского мира Сеймур был вынужден сдать командование кораблем и оказался на берегу на половинном жаловании.
После возобновления военных действий на море Сеймура назначали исполняющим обязанности капитана на несколько кораблей, пока в 1806 году он не получил под командование 36-пушечный фрегат HMS Amethyst.
10 ноября 1808 года он встретил французский 40-пушечный фрегат Thetis и после ожесточенного боя захватил его. В знак признания его заслуг он был награждён золотой медалью, сотней гиней от Патриотического фонда Ллойда и был избран почетным гражданином городов Корк и Лимерик.
В 1809 году капитан Сеймур участвовал в неудачной экспедиции в Нидерланды, во время которой, от болезней, погибло очень много британских солдат.
6 апреля того же года Сеймур захватил французский 44-пушечный фрегат Niemen, а в следующем месяце в знак своих заслуг был возведен в титул баронета.
Французский фрегат был зачислен в списки Королевского флота и сэр Майкл был назначен его командиром. Затем он был назначен капитаном 74-пушечного корабля HMS Hannibal, командуя которым, 26 мая 1814 года, захватил 44-пушечный фрегат Sultan.
2 января 1815 года, после окончания Наполеоновских войн, сэр Майкл был награждён орденом Бани командорского креста. В течение нескольких последующих лет командовал королевской яхтой. За потерю руки ему была назначена ежегодная пенсия в размере 300 фунтов стерлингов.
Затем сэр Майкл исполнял должность суперинтенданта Портсмутской верфи, пока в 1830 году не был произведен в чин контр-адмирала. 1 января 1833 года, будучи уже больным, сэр Майкл был назначен главнокомандующим военно-морскими силами в Южной Америке и занимал этот пост до своей смерти, последовавшей в следующем году в Рио-де-Жанейро.

## Семья
Женился Майкл Сеймур в 1797 году. У него и его жены Джейн было три дочери и пятеро сыновей. Старший сын, Джон, после смерти отца унаследовал титул, а младшие сыновья, Майкл и Эдвард, поступили в Королевский флот.